# عضلة مقفة للشعرة
العَضَلَات المُقِفَّة للشَّعْرَة أو عضلات مُقِفَّة الشَّعْرَة (بالإنجليزية: Arrector pili muscle)‏ هي عضلات صغيرة مُرتبطة بجريبات الشعر في الثدييات، ويؤدي انقباض هذه العضلات إلى توقف الشَعر (انتصاب الشَعر)، والمعروف باسم القشعريرة.
تتكون كل عضلة من حُزمة من ألياف العضلات الملساء والتي ترتبط مع مجموعة من الجُريبات، وتتعصب بواسطة الفرع الودي من الجهاز العصبي الذاتي. انقباض هذه العضلة يؤدي إلى إجهادات لا إرادية مثل الشعور بالبرد والخوف وغيرها، وقد يُحفز أيضًا الجهاز العصبي الودي، والذي يؤدي إلى الانقباض.
هُناك وظائف وأغراض مُختلفة لانقباض هذه العضلات، وتتمثل وظيفتها الرئيسية في معظم الثدييات في توفير العَزل، بحيث يُصبح الهواء محصورًا بين الشعر المُنتصب، وهذا يُساعد الحيوان على الاحتفاظ بالحرارة. انقباض الشَعر الطويل الكثيف في النيص يجعله أكثر تخويفًا وإرهابًا للمفترسات. قد يؤدي الضغط المبذول بواسطة هذه العضلة إلى دفع الدُهْن على طول جُريب الشعرة إلى السطح، مما يحمي الشَعر.